# Wassenaar
Wassenaar (wymowa) – holenderskie miasto i gmina w prowincji Holandia Południowa. Gmina ma 25.875 mieszkańców (31 maja 2009, źródło: CBS) i obejmuje obszar 62,50 km ². Gmina Wassenaar znajduje się w obszarze Haaglanden.
Wassenaar to miasto otoczone przez tereny leśne z dużą liczbą willi i rezydencji. Wiele z nich to tradycyjne pozamiejskie, letnie domy zamożnych mieszkańców miast. Oprócz wielu bogatych mieszkańców mieszczą się tu siedziby firm i konsulatów. Prins Willem-Alexander i Princess Máxima mieli dom w posiadłości Eikenhorst. Posiadłość Duinrell przemieniona została w teren rekreacyjny.
W centrum Wassenaar usytuowany jest stary romański kościół, który częściowo pochodzi z XII wieku, a częściowo z XVI wieku. Został obudowany po zniszczeniach na początku wojny. Oprócz niewielkiej liczby starych domów we wsi jest XVIII-wieczny młyn.
Z bitew pod Wassenaar pozostało prawie 1000 metrów podziemnych korytarzy zbudowanych z cegły oraz pięć połączonych ze sobą bunkrów. Tamtejszy system korytarzy służy obecnie jako rezerwat nietoperzy.

## Historia
Dopiero w XVIII wieku rozpoczęła się w miejscowości ekspansja przyszłości, w tym budowa posiadłości dla króla Ludwika Napoleona między Hagą a Leiden (aktualnie Rijksstraatweg). Około roku 1840, brat króla Williama I, książę Frederik, zbudował pałac „De Paauw”, gdzie mieszkał przez dziesięciolecia.
Po zbudowaniu linii kolejowej z Haga do Scheveningen w 1908 roku zaczęła rozwijać się jako wieś z licznymi willami bogatych przemysłowców Rotterdamu. Taki rozwój sytuacji przerwała stagnacja w czasie I wojny światowej.
Zobacz też Porozumienie Wassenaar

## Sport i rekreacja
W Wassenaar możliwe jest uprawianie rozmaitych dyscyplin sportowych. Funkcjonuje klub hokejowy Kievits HGC, kluby piłkarskie, takie jak Blue-Black i FC Wassenaar i klub piłki ręcznej Olympia'72. Ponadto, w ramach różnych sportów takich, jak siatkówka WVV, Badmington BCW. Istnieją również korty tenisowe jak stary dąb i Kieviet. Istnieje kilka pól golfowych w tym Wassenaar Golf Groenendael i GC Rozenstein. W okresie letnim otwiera się Duinrell – to park rozrywki z basenem Tikibad i pole namiotowe.

## Zabytki
- Krajowy wykaz pomników w Wassenaar (holenderski)(inne języki)

## Edukacja
Szkoły podstawowe:
- Bloemcampschool
- Den Deylschool
- Herenwegschool
- Kievietschool
- Montessorischool Wassenaar
- Nutsschool
- St. Bonifaciusschool
- St. Jan Baptistschool
- St. Jozefschool
- Wethouder Huibregtse School

Szkolnictwo średnie:
- Adelbert College
- Het Rijnlands Lyceum Wassenaar
- The American School of The Hague

## Urodzeni w Wassenaar
- Boudewijn Buch (1948-2002), pisarz, poeta, publicysta, osobowości telewizyjna
- Theo van Gogh (1957-2004), reżyser filmowy i publicysta
- Thom Hoffman (1957), aktor i fotograf
- Adriaana Jaeggi (1963-2008), publicystka, poetka, eseistka i pisarka
- Roxanne van Hemert (1990), łyżwiarz